# Zelandotipula orophila
Zelandotipula orophila är en tvåvingeart som först beskrevs av Alexander 1914.  Zelandotipula orophila ingår i släktet Zelandotipula och familjen storharkrankar.
Artens utbredningsområde är Colombia. Inga underarter finns listade i Catalogue of Life.